# AcetoneISO
AcetoneISO是一個用來掛載和管理映像檔的自由軟體。其目標是成為一個簡單易用且穩定的映像檔掛載及管理軟體。以Qt寫成，這個軟體又被稱為「Linux上的DAEMON Tools」。然而，AcetoneISO在掛載時並沒有模擬任何的防拷保護。因為其使用了PowerISO的專有Linux後端，所以AcetoneISO也支援了PowerISO的.daa檔案格式。
在2010年釋出的版本中，AcetoneISO也加入了對抹除CD／DVD，以及燒錄ISO／CUE／TOC檔到CD-R／RW、DVD-+R／RW（包括DL）的原生支援。
它是以GNU通用公共授權條款第三版發行的自由軟體。

## 特性
- 不需要超級使用者的密碼即可自動掛載ISO、BIN、MDF、NRG檔。目前只支援單軌的映像檔。
- 燒錄ISO／TOC／CUE檔至CD-R／RW光碟。
- 燒錄ISO映像檔至DVD-+R／RW（包含DL）。
- 原生支援抹除CD-RW、DVD-RW以及DVD-RW光碟。
- 設計良好的使用者介面可以讓使用者觀看目前掛載的映像檔[4] ，以及只需一次點擊就重新開啟已掛載的映像檔。
- 可將下列檔案格式轉換為ISO映像檔：.bin、.mdf、.nrg、.img、.daa、.dmg、.cdi、.b5i、.bwi、.pdi[5] 。
- 將以下的映像檔解壓縮成為一個資料夾：.bin、.mdf、.nrg、.img、.daa、.dmg、.cdi、.b5i、.bwi、.pdi。
- 與Kaffeine／VLC／SMplayer整合播放DVD電影檔，並自動從亞馬遜（Amazon.com）下載電影封面。
- 從資料夾或CD／DVD製作ISO映像檔。
- 檢查映像檔的MD5檢查碼，並可輸出為一個文字檔案。
- 計算SHA-128、SHA-256或SHA-384。
- 對映像檔進行加／解密。
- 分割／合併數MB大小的映像檔。
- 以7z格式壓縮的高壓縮比。
- 以ePSXe／pSX模擬器將PSX CD轉換為.bin檔。
- 復原.bin、.img遺失的CUE檔。
- 轉換Mac OS X的.dmg檔為可掛載的映像檔。
- 從使用者指定的資料夾中掛載映像檔。
- 創造一個資料庫以管理大量的映像檔。
- 從CD／DVD或ISO檔中解壓縮可開機的映像檔。
- 以.bin的格式備份音訊CD。
- 英文、義大利文、法文、西班牙文以及波蘭文的完整在地化。
- 將DVD轉換為Xvid格式的AVI檔。
- 將通用的視訊格式（.avi、.mpeg、.mov、.wmv、.asf）轉換為Xvid格式的AVI檔。
- 轉換FLV檔為AVI檔。
- 可從Youtube及Metacafe下載影音檔。
- 將影片檔裡的音訊軌提取出來。
- 解壓縮有密碼的.rar檔。
- 將任何影片轉為索尼PSP可用的檔案格式。
- 顯示所有使用者曾掛載過的映像檔。

## 限制
- 無法像Daemon Tools中，可以在掛載中模擬出防拷保護。
- 無法正確的掛載有多個區段的映像檔。只有第一個會被顯示。
- 轉換有多個區段的映像檔會導致資料遺失。只有第一個區段可以被正確的轉換。
- 只能在x86與x86-64的CPU架構下轉換其他映像檔為ISO檔，其為PowerISO的限制

## 在地化
- AcetoneISO目前已被翻譯為英文、義大利文、波蘭文、西班牙文、羅馬尼亞文、匈牙利文、德文、捷克文、俄文。

## 外部連結
- 官方網站（页面存档备份，存于）
- 在Sourceforge.net上的頁面